# كانتربيري
كنتربري (بالإنجليزية: Canterbury، نقحرة: كانتربري) هي مدينة تقع في جنوب إنجلترا. يبلغ عدد سكانها حوالي 132,000 نسمة (2001). ويوجد بها العديد من المدارس والجامعات وتوجد بها أيضًا الكاتدرائية الكبرى التي انطلقت منها الدعوة إلى الحروب الصليبية بقيادة ملك إنجلترا ريتشارد قلب الأسد، ولا تزال كاتدرائية كانتربري حيث معقل الأنجليكانية مقراً لكنيسة إنجلترا. وتعد المدينة من المدن المقدسة في الكنيسة الانجليكانية.

## المناخ
يظهر الجدول التالي التغييرات المناخية على مدار السنة لكانتربيري:
| البيانات المناخية لـكانتربيري     | البيانات المناخية لـكانتربيري | البيانات المناخية لـكانتربيري | البيانات المناخية لـكانتربيري | البيانات المناخية لـكانتربيري | البيانات المناخية لـكانتربيري | البيانات المناخية لـكانتربيري | البيانات المناخية لـكانتربيري | البيانات المناخية لـكانتربيري | البيانات المناخية لـكانتربيري | البيانات المناخية لـكانتربيري | البيانات المناخية لـكانتربيري | البيانات المناخية لـكانتربيري | البيانات المناخية لـكانتربيري |
| الشهر                             | يناير                         | فبراير                        | مارس                          | أبريل                         | مايو                          | يونيو                         | يوليو                         | أغسطس                         | سبتمبر                        | أكتوبر                        | نوفمبر                        | ديسمبر                        | المعدل السنوي                 |
| --------------------------------- | ----------------------------- | ----------------------------- | ----------------------------- | ----------------------------- | ----------------------------- | ----------------------------- | ----------------------------- | ----------------------------- | ----------------------------- | ----------------------------- | ----------------------------- | ----------------------------- | ----------------------------- |
| متوسط درجة الحرارة الكبرى °م (°ف) | 7.6 (45.7)                    | 7.8 (46.0)                    | 10.7 (51.3)                   | 13.4 (56.1)                   | 16.8 (62.2)                   | 20.0 (68.0)                   | 22.8 (73.0)                   | 22.8 (73.0)                   | 19.4 (66.9)                   | 15.3 (59.5)                   | 10.9 (51.6)                   | 8.1 (46.6)                    | 14.7 (58.5)                   |
| المتوسط اليومي °م (°ف)            | 4.3 (39.7)                    | 4.3 (39.7)                    | 6.4 (43.5)                    | 8.2 (46.8)                    | 11.6 (52.9)                   | 14.3 (57.7)                   | 16.8 (62.2)                   | 16.9 (62.4)                   | 14.3 (57.7)                   | 10.9 (51.6)                   | 7.1 (44.8)                    | 5.3 (41.5)                    | 10.0 (50.0)                   |
| متوسط درجة الحرارة الصغرى °م (°ف) | 2.1 (35.8)                    | 1.8 (35.2)                    | 3.5 (38.3)                    | 4.9 (40.8)                    | 7.7 (45.9)                    | 10.5 (50.9)                   | 12.9 (55.2)                   | 12.8 (55.0)                   | 10.8 (51.4)                   | 8.0 (46.4)                    | 4.8 (40.6)                    | 2.5 (36.5)                    | 6.9 (44.4)                    |
| الهطول مم (إنش)                   | 62.2 (2.45)                   | 42.2 (1.66)                   | 41.3 (1.63)                   | 42.9 (1.69)                   | 50.0 (1.97)                   | 39.0 (1.54)                   | 40.0 (1.57)                   | 51.2 (2.02)                   | 61.6 (2.43)                   | 83.2 (3.28)                   | 68.8 (2.71)                   | 63.4 (2.50)                   | 645.8 (25.43)                 |
| ساعات سطوع الشمس الشهرية          | 60.9                          | 80.7                          | 116.5                         | 174.2                         | 206.0                         | 206.4                         | 221.8                         | 214.9                         | 155.2                         | 125.0                         | 73.3                          | 48.6                          | 1٬683٫3                       |
| المصدر #1:                        |                               |                               |                               |                               |                               |                               |                               |                               |                               |                               |                               |                               |                               |
| المصدر #2:                        |                               |                               |                               |                               |                               |                               |                               |                               |                               |                               |                               |                               |                               |

## توأمة
لكنتربري اتفاقيات توأمة مع كل من:
- رانس
- سيرتالدو
- ازترغوم
- تورناي
- بيرجيس
- ويميريوكس
- Mölndal [الإنجليزية]‏
- Mölndal Municipality [الإنجليزية]‏
- فلاديمير

## أعلام
- أورلاندو بلوم
- هيو هوبر
- جورج بورتر
- إيان فلمنغ
- كريستوفر مارلو
- ستيفن غراي
- أوغسطين أسقف كنتربري
- بيتر كوشنغ
- ماكسويل تيلدن ماسترز
- جوزيف كونراد
- أنسلم من كانتربري